# '76
76, anteriormente Lions of '76, es una película dramática de ficción histórica nigeriana de 2016 dirigida por Izu Ojukwu y producida por Adonaijah Owiriwa e Izu Ojukwu. Está protagonizada por Ramsey Nouah, Chidi Mokeme, Rita Dominic e Ibinabo Fiberesima.

## Sinopsis
Ambientada seis años después de la guerra civil, un joven oficial del Cinturón Medio entabla una relación sentimental con una estudiante de nivel O de la región sureste. El soldado es acusado de estar involucrado en el fallido golpe militar de 1976 y el asesinato del general Murtala Mohammed, y la esposa embarazada se ve envuelta en un dilema emocional.

## Reparto
| Actor                 | Personaje        |
| --------------------- | ---------------- |
| Ramsey Nouah          | Cap. Joseph Dewa |
| Chidi Mokeme          | May. Gomos       |
| Rita Dominic          | Suzie            |
| Ibinabo Fiberesima    | Angela           |
| Daniel K.Daniel       | CPL Obi          |
| Memry Savanhu         | Eunice           |
| Adonai Owiriwa        | Cap. VM Jaiye    |
| Pat Nebo              | Cnel. Aliu       |
| Nelly Ekwereogu       | Ikenna           |
| Shuaibu Ebenesi Adams | teniente Jubril  |
| Debo Oguns            | Noel             |

## Producción
El relato histórico pasó por un período de aprobación de siete meses en el ejército nigeriano antes de que comenzara la filmación. La película, ambientada en la década de 1970, se filmó en Ibadán, Oyo. La historia, que se rodó en una película de 16 milímetros con una cámara Arriflex 416, estuvo en producción durante unos cinco años. El material cinematográfico utilizado para la filmación, junto con otros equipos utilizados para la producción, fueron subvencionados por la Corporación de Cine de Nigeria. Después de más de cuatro meses en el set, la fotografía principal concluyó en julio de 2012.
El rodaje se llevó a cabo principalmente en Mokola Barracks, Ibadán, Oyo, con cámaras Arriflex 416 Super 16 mm; aunque inicialmente estaba planeada a ser filmada en 35 mm, pero el vidrio esmerilado de una de las cámaras que se utilizaría se dañó. El material de película utilizado para la filmación, junto con otros equipos utilizados para la producción, fueron subvencionados por la Corporación de Cine de Nigeria. Después de más de cuatro meses, la Fotografía principal se concluyó durante julio de 2012.

## Lanzamiento
Un avance se lanzó al público el 20 de noviembre de 2012 El lanzamiento estaba inicialmente programado para el 4 de octubre de 2013, pero se pospuso indefinidamente debido a un retraso en la postproducción. El 14 de noviembre de 2014 se lanzó el primer avance oficial de la película. La película fue seleccionada para estrenarse en el Festival Internacional de Cine de Toronto durante septiembre de 2016, y en el BFI London Film Festival. Se estrenó el 25 de noviembre de 2016.